# 龙尚站
龙尚站是法国的一个铁路车站，位于法国东部城市龙尚。
因翻译标准不同，龙尚站有时又译为"廊香站"。

## 位置
龙尚站位于龙尚 (上索恩省)市区的西部，巴黎－米卢斯铁路421.126公里处，距离龙尚市区大约200米。车站大致呈东西走向，开口朝南。

## 设施
龙尚站是一个无人看守的乘降所，没有任何售票设施。在该站上车的乘客需主动购票或持有通勤卡。
龙尚站内设有一处人行天桥。

## 停靠线路
以下列车线路在龙尚站停靠：
| 龙尚站列车线路表 |      |        |        |              |
| 线路             | 车种 | 上一站 | 下一站 | 大致运行频率 |
| 沃苏勒—贝尔福    | TER  | 吕尔   | 尚帕涅 | 每天7趟左右  |
| 埃皮纳勒—贝尔福  | TER  | 吕尔   | 尚帕涅 | 每天5趟左右  |
| 1.               |      |        |        |              |

## 配套交通

### 长途客车
| 停靠龙尚站附近的大巴车 |                  |                                                                          |
| 上下车地点             | 运营单位         | 主要线路及目的地                                                         |
| Recologne RN19         | 上索恩省城际客运 | - 15线：吕尔、尚帕涅                                                     |
| Recologne RN19         | SNCF Car TER     | （当某条铁路线施工或罢工时，SNCF可能也会提供途径该线路沿途站点的大巴车） |
| 1. 2. 3.               |                  |                                                                          |

### 市内交通
龙尚站附近暂无城市公共交通线路。

### 社会车辆
龙尚站门口沿街可停靠极少量社会车辆。其入口处另设有自行车停靠点。

## 临近车站
| 龙尚站（Gare de Ronchamp）     |                  |                  |
| 上行车站                       | 线路             | 下行车站         |
| 吕尔站 10.2km ←                | 巴黎－米卢斯铁路 | 尚帕涅站 → 6.8km |
| - 本表仅显示运营中的线路及车站 |                  |                  |